# Ettore Boschini

Fratel Ettore alla mensa dei senzatetto alla Stazione centrale di Milano, è visibile sul petto la grande croce rossa dell'ordine dei camilliani, che ha sempre caratterizzato la sua figura

Fratel Ettore Boschini (Roverbella, 25 marzo 1928 – Milano, 20 agosto 2004) è stato un religioso italiano dell'ordine dei Camilliani e benefattore, di cui è stata aperta la causa di beatificazione, conosciuto a Milano semplicemente come fratel Ettore.

## La vita
Ettore Boschini nacque a Belvedere, frazione di Roverbella, in provincia di Mantova, da una famiglia di agricoltori benestanti. A quattro anni, a causa della grave crisi del settore agricolo, si dovettero trasferire nella vicina contrada di Malavicina. Proprio per le nuove esigenze economiche familiari, Ettore, smise di studiare per dedicarsi al lavoro in una stalla.
Perseguendo la sua vocazione religiosa, il 6 gennaio 1952 fu accolto nell'Ordine dei Camilliani come "fratello laico" e dopo alcuni anni emise la sua Professione religiosa solenne consacrando tutta la sua vita al servizio dei malati seguendo l'esempio di san Camillo. Fu inizialmente destinato alla comunità agli Alberoni di Venezia dove rimase per una ventina d’anni, come infermiere.
All'inizio degli anni settanta fu trasferito alla comunità San Camillo di Milano dove scopre la "crisi delle strade": dopo il boom economico degli anni '50 e '60, in concomitanza con gli effetti della prima crisi energetica (1973) le strade di Milano sono popolate da "barboni" disadattati ed emarginati, esclusi da ogni vantaggio dell'ambiente urbano. Comincia così, negli ambulatori della clinica san Camillo, ad ospitare i primi "barboni" che trova nelle strade per una prima assistenza. In brevissimo tempo il numero di persone che si rivolgono a lui aumenta enormemente. Così, con il benestare dei suoi superiori, orienta tutto il suo impegno all'assistenza materiale e spirituale del gran numero di persone che gravitano intorno alla Stazione Centrale dando vita al primo rifugio in un tunnel sotto la Stazione. Il suo impegno lo porta in stretto contatto con iniziative di natura aconfessionale.
Questa attività fu oggetto di critiche con la motivazione che il problema dei diseredati abbisogna di interventi più radicali, o, perché la presenza di un rifugio nei sotterranei della Stazione Centrale contribuiva a farli confluire nella zona.
Negli anni ottanta e novanta fonda diverse case di accoglienza in Italia e all'estero sul modello del primo rifugio della Stazione di Milano.
Nel 1994 i City Angels iniziano la loro attività nel suo rifugio in Stazione Centrale .
È morto il 20 agosto 2004 a Milano a causa di un tumore e la guida delle comunità da lui fondate è passata alla sua più stretta collaboratrice, suor Teresa Martino.
La sua testimonianza di straordinaria carità cristiana a favore dei più poveri tra i poveri fu evidente a tutti, credenti e non credenti e portò molte coscienze ad interrogarsi sul proprio atteggiamento nei confronti del prossimo più emarginato.
Nel febbraio 2013 la Conferenza episcopale lombarda ha dato il via libera all'avvio dell'istruttoria per la causa di beatificazione di fratel Ettore.

## La sua opera
Fratel Ettore Boschini aprì molti rifugi per diseredati in tutto il mondo, luoghi ove dare accoglienza a senzatetto, tossicodipendenti, alcolisti e persone in gravi difficoltà. Un aiuto riconosciuto da scrittori (vari volumi sono stati pubblicati sulla sua vita come Fratel Ettore, un gigante della carità di Giuliana Pelucchi), diplomatici, e da Madre Teresa di Calcutta che ammirò la sua opera. Una lapide posta dai cittadini di Greco, quartiere milanese vicino alla stazione centrale, ricorda una visita di madre Teresa al primo rifugio di Fratel Ettore.
- Sedi dei Rifugi
  - Amici del Cuore Immacolato di Maria - Via Sammartini, 114 - 20125 Milano
  - Villaggio delle Misericordie - Via Assietta, 32 - Affori - 20161 Milano
  - Casa Betania - Corso Isonzo, 90 - 20030 Seveso
  - Alleluia, Casa di Spiritualità - Via Trento Trieste, 41 - Novate Milanese
  - Nostra Signora di Loreto - Collespaccato Bucchianico (Chieti)
  - Piccola Casa Misericordia - Via Torino - Crescentino - (Vercelli)
  - Sacra Famiglia - Villaggio Bartolomeo Gosio - Grottaferrata (Roma)
  - Comunità Nazareth - Carrera 8a No 1f-25 - Bogotà - Colombia

## Premi
- È stato premiato dal comune di Milano con l'ambrogino d'oro[4].
- Nel 2005 gli è stato attribuito il premio Campione (alla memoria), premio organizzato a Milano dai City Angels, la cui giuria è  costituita dai direttori dei principali quotidiani italiani, tra cui Avvenire, Corriere della Sera, il Giornale, Il Giorno, Il Sole 24 Ore e La Gazzetta dello Sport[5]
- Nel 1973 ha vinto il Premio Bontà Papa Giovanni XXIII

## Il ricordo
I poveri delle comunità di fratel Ettore hanno messo in scena uno spettacolo di marionette sulla vita del frate che ha salvato le loro vite dal titolo "Ettore dei poveri". Lo spettacolo ha debuttato al Meeting di Rimini 2012.